# 小倉山荘
株式会社小倉山荘 （おぐらさんそう）は、京都府長岡京市に本社を置く和菓子の製造･販売会社である。関西を中心に複数の店舗を展開する。「をぐら山春秋」や「想ひそめし」といった煎餅・おかきを主力商品としている。「をぐら山春秋」は週刊文春（2010年04月01日号）、今週のBEST10「お見舞いに持っていきたい品」で6位となった。